# Martin Schindehütte

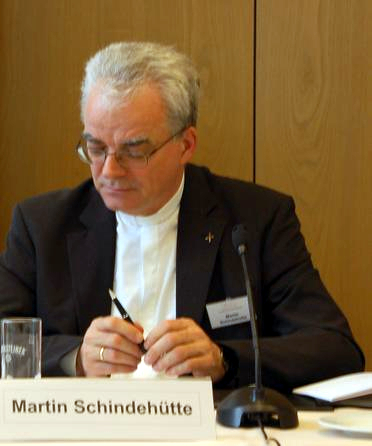
Martin Schindehütte (2009)

Martin Schindehütte (* 7. November 1949 in Kassel) ist ein evangelischer Theologe und Pastor. Schindehütte war geistlicher Vizepräsident des Landeskirchenamtes  der Evangelisch-lutherischen Landeskirche Hannovers,  Vizepräsident des Kirchenamtes der EKD und Auslandsbischof der Evangelischen Kirche in Deutschland. Zudem leitete er das Kirchenamt der Union Evangelischer Kirchen (UEK).

## Leben
Martin Schindehütte wuchs im ländlichen Raum Nordhessens auf.
Nach dem Studium der Evangelischen Theologie und Sozialpädagogik von 1967 bis 1974 in Wuppertal, Göttingen und Hamburg wurde er 1975 Gemeindepfarrer in der Evangelischen Kirche von Kurhessen-Waldeck. 1987 bis 1991 wirkte er als Studienleiter für Pädagogik, Informationsgesellschaft und Ökumene an der Evangelischen Akademie Hofgeismar. 1992 bis 1994 war er Oberkirchenrat im Kirchenamt der EKD für die Asyl- und Flüchtlingsarbeit, die Integration ausländischer Arbeitnehmer und für den Konziliaren Prozess für Gerechtigkeit, Frieden und Bewahrung der Schöpfung. 1995 kehrte er nach Hofgeismar zurück und leitete dort bis 2002 die Evangelische Altenhilfe Gesundbrunnen. 2002 wechselte er als Geistlicher Vizepräsident in das Landeskirchenamt der Evangelisch-lutherischen Landeskirche Hannovers. Dieses Amt übte er bis 2006 aus, als er wieder in das Kirchenamt der EKD wechselte und dort die Leitung der Hauptabteilung „Ökumene und Auslandsarbeit“ übernahm. Mit dem Amt des Hauptabteilungsleiters  ist das Amt als Auslandsbischof der EKD und des Leiters des Amtes der UEK verbunden. Durch das Amt war er zudem  Leiter der Unterabteilung Ökumene und des Referates Ökumenische Beziehungen. Im Spätsommer 2010 wurde er als möglicher Nachfolgekandidat für Margot Käßmann im Amt des Landesbischofs der Evangelisch-lutherischen Landeskirche Hannovers gehandelt, schied aber in der vorletzten Auswahlrunde aus.
Schindehütte ging im Dezember 2013 in den Ruhestand. In seiner Nachfolge wurde die Vizepräses der Evangelischen Kirche im Rheinland, Petra Bosse-Huber, als Auslandsbischöfin berufen.
Martin Schindehütte ist verheiratet und hat drei Kinder.